# John Thomas (atleta)
John Curtis Thomas (Boston, 3 marzo 1941 – Brockton, 15 gennaio 2013) è stato un altista statunitense vincitore di due medaglie, un argento e un bronzo, ai Giochi olimpici.

## Biografia
Iniziò la sua carriera da atleta presso la Rindge Technical High School di Boston. Quando nel 1959 era matricola all'Università di Boston ottenne il record mondiale del salto in alto indoor all'età di soli diciassette anni con la misura di 2,17 m. Saltò il resto della stagione 1959 a causa di un infortunio, ma nel febbraio 1960 fece registrare il nuovo record del mondo indoor ai Millrose Games a New York con 2,18 m e successivamente con 2,195 m ai campionati nazionali indoor della Amateur Athletic Union.
Nel 1960 fu la volta del record mondiale all'aperto con la misura di 2,17 m, che migliorò ulteriormente durante i Trials olimpici. Prese così parte ai Giochi olimpici di Roma 1960, concludendo al terzo posto alle spalle dei sovietici Robert Šavlakadze e Valerij Brumel'.
Ai Giochi olimpici di Tokyo 1964 fu medaglia d'argento con la misura di 2,18 m, nuovo record olimpico ottenuto insieme al primo classificato Valerij Brumel'.
Nel 1985 è entrato a far parte della National Track & Field Hall of Fame.

## Record nazionali
- Salto in alto: 
  - 2,17 m  ( Filadelfia, 30 aprile 1960)
  - 2,18 m  ( Bakersfield, 24 giugno 1960)
  - 2,22 m  ( Palo Alto, 1º luglio 1960)
- Salto in alto indoor:
  - 2,11 m  ( Hanover, 10 gennaio 1959)
  - 2,125 m  ( Boston, 17 gennaio 1959)
  - 2,13 m  ( New York, 31 gennaio 1959)
  - 2,165 m  ( New York, 21 febbraio 1959)
  - 2,17 m  ( New York, 30 gennaio 1960)
  - 2,18 m  ( New York, 20 febbraio 1960)
  - 2,195 m  ( Chicago, 11 marzo 1960)

## Palmarès
| Anno | Manifestazione  | Sede  | Evento        | Risultato | Prestazione | Note            |
| ---- | --------------- | ----- | ------------- | --------- | ----------- | --------------- |
| 1960 | Giochi olimpici | Roma  | Salto in alto | Bronzo    | 2,14 m      |                 |
| 1964 | Giochi olimpici | Tokyo | Salto in alto | Argento   | 2,18 m      | Record olimpico |

## Campionati nazionali
- 2 volte campione nazionale Amateur Athletic Union
- 5 volte campione nazionale indoor Amateur Athletic Union
- 2 volte campione nazionale National Collegiate Athletic Association